# 東方溪脂鯉
東方溪脂鯉，為輻鰭魚綱脂鯉目脂鯉亞目頂器脂鯉科的其一種，分布於南美洲巴西南部Laguna dos Patos流域，體長可達5.4公分，棲息在流動緩慢、沙石底質的溪流，生活習性不明。